# 雷賓斯克區
58°03′N 38°50′E / 58.050°N 38.833°E
雷賓斯克區（俄语：Рыбинский район），是俄羅斯的一個區，位於該國西部，由雅羅斯拉夫爾州負責管轄，面積3,150平方公里，2010年人口28,153，人口密度每平方公里8.94人。